# Acaxochitlán (kommun)
Acaxochitlán är en kommun i Mexiko.   Den ligger i delstaten Hidalgo, i den sydöstra delen av landet, 130 km nordost om huvudstaden Mexico City. Antalet invånare är 34 892.
Följande samhällen finns i Acaxochitlán:
- Tepepa
- Acaxochitlán
- Los Reyes
- Chimalapa
- San Francisco Atotonilco
- Tlacpac
- La Mesa
- El Tejocotal
- Barrio Cuaunepantla
- Tlaltegco
- San Miguel del Resgate
- Coyametepec
- Tlatzintla
- Barrio Techachalco
- Montemar
- El Lindero
- Buena Vista
- San Juan
- Ojo de Agua las Palomas
- Ejido Techachalco
- Tlatempa
- Ocotenco
- Zotictla
- San Martín
- Toxtla
- Ejido Tlatzintla
- San Fernando